# 西歐魯普雷圖
10°44′53″S 62°12′57″W / 10.74806°S 62.21583°W
西歐魯普雷圖（葡萄牙語：Ouro Preto do Oeste），是巴西的城鎮，位於該國西北部，由朗多尼亞州負責管轄，始建於1981年6月16日，面積1,970平方公里，海拔高度280米，2010年人口37,928，人口密度每平方公里19.25人。